# 夸尔特德韦尔瓦
夸尔特德韦尔瓦，是西班牙阿拉贡自治区萨拉戈萨省的一个市镇。 总面积9平方公里，总人口1922人（2001年），人口密度214人/平方公里。